# Нерсисян, Мкртич Гегамович
Мкртич Гега́мович Нерсися́н (арм. Մկրտիչ Գեղամի Ներսիսյան; 12 [25] ноября 1910, Парпи, Эриванская губерния, Российская империя — 28 января 1999, Ереван, Армения) — советский, армянский историк, академик АН Армянской ССР (1950), заслуженный деятель науки Армянской ССР, член КПСС, участник ВОВ.

## Биография
Мкртич Нерсисян родился 12 (25) ноября 1910 года в селении Парпи, Эриванской губернии (ныне Аштаракский район Арагацотнской области, Армения). В 1931 году окончил историко-литературный факультет Ереванского университета. С того же года являлся научным сотрудником ИМЛ при ЦК КПА. С 1937 года преподавал в Армянском филиале Академии наук СССР. В 1939 году назначен директором института истории и материальной культуры АрмФАН СССР. Также в период с 1940 по 1941 годы преподавал в Армянском педагогическом институте и других вузах. 11 марта 1941 года вошёл в состав комитета по охране исторических памятников.
С началом Великой Отечественной войны Нерсисян был зачислен политруком в сформированную в августе 1941 года в Армянской ССР 408-ю стрелковую дивизию. До 1943 года участвовал в войне, после чего вновь продолжил преподавать в Ереванском университете. С 1947 года ― профессор и заведующий кафедрой армянского народа Ереванского университета. В 1950 году назначен вице-президентом АН Арм. ССР, пробыв на этом посту до 1960 года. В 1958 году Нерсисян стал главным редактором «Историко-филологического журнала» (арм. Պատմա-բանասիրական հանդես) АН Арм. ССР, а с 1959 по 1962 годы был председателем Редакционно-издательского совета. С 1963 года ― академик-секретарь Отделения общественных наук АН Армянской ССР. В 1965 году вновь назначен вице-президентом АН Армянской ССР. С 1966 года ― ректор Ереванского университета. Являлся депутатом Верховного Совета СССР 7—9-го созывов. В 1977 году был назначен заведующим отделом НАН РА, пробыв на этой должности до своей смерти 28 января 1999 года, скончавшись в возрасте 88 лет.

## Награды
- Орден Ленина (СССР, 24.11.1970) — за многолетнюю плодотворную научно-педагогическую и общественную деятельность и в связи с шестидесятилетием со дня рождения[7];
- Орден Отечественной войны II степени (СССР, 22.10.1988)[8];
- Орден Трудового Красного Знамени (СССР);
- Орден Дружбы народов (СССР, 24.11.1980) — за заслуги в области исторической науки, подготовке научных и педагогических кадров и в связи с семидесятилетием со дня рождения;
- Медаль Мовсеса Хоренаци (Армения)[5].

## Избранная библиография
- Из истории русско-армянских отношений (Кн. 1—2; Ереван, 1956—1961);
- Отечественная война 1812 г. и народы Кавказа, (Ереван, 1965);
- А. В. Суворов и русско-армянские отношения в 1770—1780-х годах (Ереван, 1981);
- Страницы из новой истории армянского народа (Ереван, 1982);
- Геноцид армян в Османской империи (Сборник документов и материалов) (Ереван, 1982);
- Декабристы об Армении и Закавказье (Сборник документов и материалов) (Ч.1; Ереван,1985);

## Память

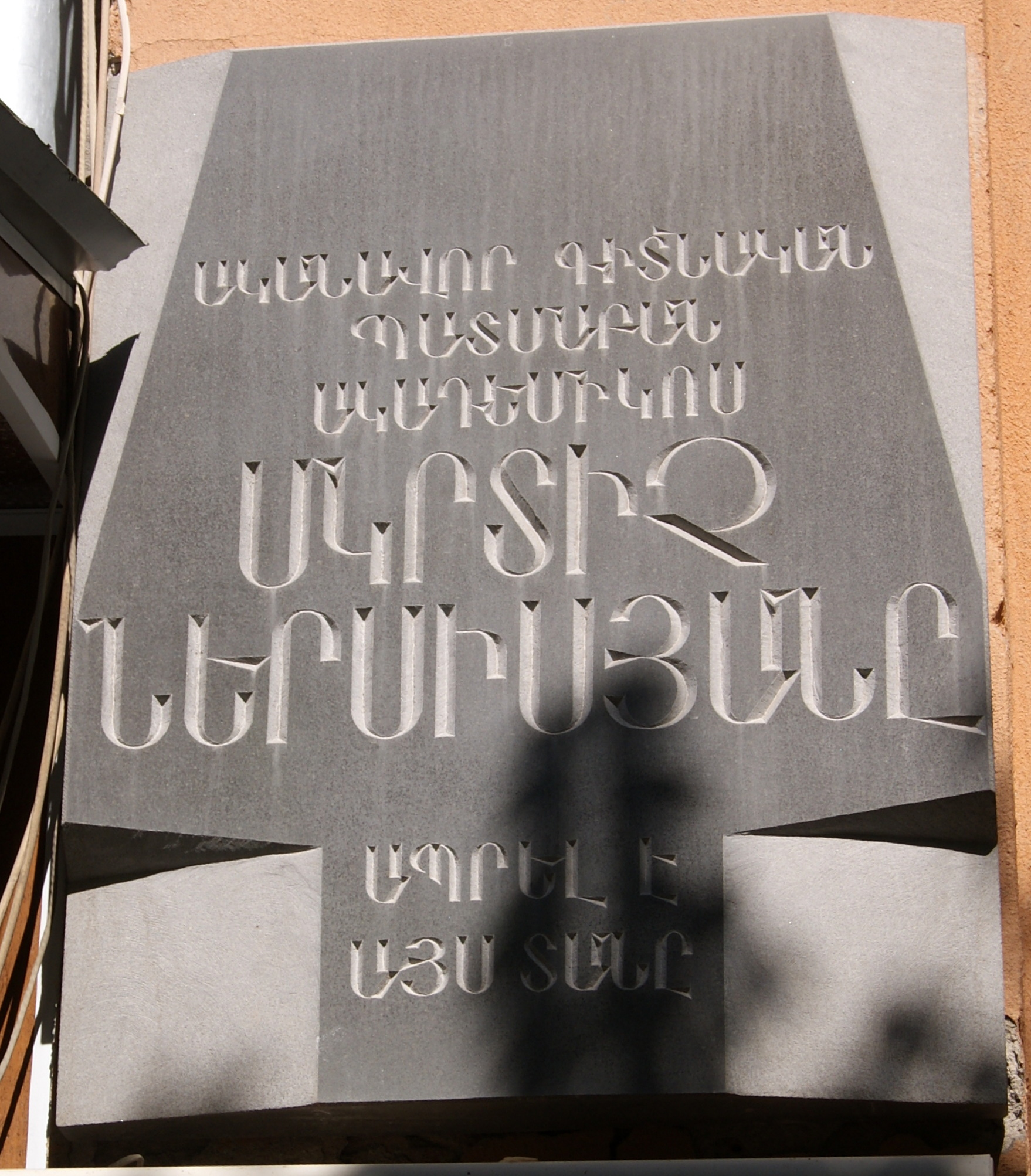
Мемориальная доска в Ереване